# Giuseppe Milano
Giuseppe Milano (ur. 26 września 1887 w Turynie, zm. 13 maja 1971) – włoski piłkarz występujący na pozycji pomocnika, reprezentant kraju, olimpijczyk ze Sztokholmu 1912 i Antwerpii 1920. W latach 1911–1914 rozegrał 11 spotkań w reprezentacji. Był zawodnikiem klubu Pro Vercelli. Wystąpił w 110 spotkaniach w których zdobył 15 bramek. W 1912 roku był członkiem zespołu, który wystąpił na igrzyskach olimpijskich w Sztokholmie. W 1920 roku był członkiem zespołu, który wystąpił na igrzyskach olimpijskich w Antwerpii.